# Ramazan (Abşeron)
Ramazan – wioska w rejonie Abşeron w Azerbejdżanie.